# Rắn hổ mang Ả Rập
Rắn hổ mang Ả Rập (danh pháp hai phần: Naja arabica) là một loài rắn trong họ Rắn hổ. Loài này được Scortecci mô tả khoa học đầu tiên năm 1932.
Loài này được tìm thấy ở bán đảo Ả Rập. Rắn hổ mang Ả Rập có phạm vi từ phía tây và nam Ả Rập Saudi, Yemen và Oman. Tên Arabica cụ thể là tiếng Latin Ả Rập. Loài này từ lâu đã được coi là một phân loài của rắn hổ mang Ai Cập (Naja haje), nhưng sự khác biệt về hình thái và di truyền đã dẫn đến việc nó được công nhận là một loài riêng biệt. Đây là một loài khó tìm và hiếm thấy trong tự nhiên.